# Pompiliodes tenebrosa
Pompiliodes tenebrosa är en fjärilsart som beskrevs av Walker 1854. Pompiliodes tenebrosa ingår i släktet Pompiliodes och familjen björnspinnare. Inga underarter finns listade i Catalogue of Life.